# 克利高原
81°24′S 159°30′E / 81.400°S 159.500°E
克利高原（英語：Kelly Plateau）是南極洲的高原，位於奧次地，處於喬達冰川和弗林冰川之間的邱吉爾山脈東部，長30公里、寬4至7公里，現時由南極條約體系管理。